# Cinnamomum mairei
Cinnamomum mairei är en lagerväxtart som beskrevs av H. Lév.. Cinnamomum mairei ingår i släktet Cinnamomum och familjen lagerväxter. Inga underarter finns listade i Catalogue of Life.